# Circonscription proportionnelle de Kyūshū
La circonscription proportionnelle de Kyūshū (比例九州ブロック, Hirei Kyūshū burokku) est l'un des onze blocs législatifs régionaux destinés à l'élection d'une partie des membres de la Chambre des représentants du Japon au scrutin proportionnel.

## Description géographique
La circonscription comprend toutes les préfectures de la région de Kyūshū, soit Fukuoka, Kagoshima, Kumamoto, Miyazaki, Nagasaki, Ōita, Okinawa et Saga.

## Résultats électoraux

### Années 2020
| Parti | Parti                           | Résultats | Résultats | Résultats | Résultats     | Députés élus (20) |
| Parti | Parti                           | Voix      | %         | Sièges    | +/-           | Députés élus (20) |
| ----- | ------------------------------- | --------- | --------- | --------- | ------------- | --- |
|       | Parti libéral-démocrate         | 1 682 815 | 28,50     | 7         | 1             | 1. Toshiko Abe 2. Takuma Miyaji (ja) 3. Makoto Oniki (ja) 4. Kōnosuke Kokuba (ja) 5. Kazuchika Iwata (ja) 6. Yasushi Furukawa 7. Masahisa Miyazaki (ja) |
|       | Parti démocrate constitutionnel | 1 200 921 | 20,34     | 4         | en stagnation | 1. Tomohiro Yara (ja) 2. Hajime Yoshikawa (ja) 3. Katsuhiko Yamada (ja) 4. Kaname Tsutsumi (ja)                                                         |
|       | Kōmeitō                         | 859 912   | 14,56     | 3         | 1             | 1. Masakazu Hamachi (ja) 2. Nobuhiro Yoshida (ja) 3. Yasukuni Kinjō (ja)                                                                                |
|       | Parti démocrate du peuple       | 564 910   | 9,57      | 2         | 1             | 1. Shinji Nagatomo (ja) 2. Ryōtarō Konomi (ja) |
|       | Reiwa Shinsengumi               | 461 425   | 7,81      | 1         | 1             | 1. Hitoshi Yamakawa (ja) |
|       | Parti japonais de l'innovation  | 382 034   | 6,47      | 1         | 1             | 1. Hiroki Abe (ja) |
|       | Sanseitō                        | 277 201   | 4,69      | 1         | —             | 1. Rina Yoshikawa |
|       | Parti communiste japonais       | 275 408   | 4,66      | 1         | en stagnation | 1. Takaaki Tamura (ja) |
|       | Parti social-démocrate          | 200 694   | 3,40      | 0         | en stagnation | Aucun |

| Parti | Parti                           | Résultats | Résultats | Résultats | Résultats     | Députés élus (20) |
| Parti | Parti                           | Voix      | %         | Sièges    | +/-           | Députés élus (20) |
| ----- | ------------------------------- | --------- | --------- | --------- | ------------- | --- |
|       | Parti libéral-démocrate         | 2 250 966 | 35,69     | 8         | 1             | 1. Masahiro Imamura (ja) 2. Hirotake Yasuoka (ja) 3. Kazuchika Iwata (ja) 4. Shunsuke Takei (ja) 5. Yasushi Furukawa 6. Kōnosuke Kokuba (ja) 7. Masahisa Miyazaki (ja) 8. Yasuhiro Ozato (ja) |
|       | Parti démocrate constitutionnel | 1 266 801 | 20,09     | 4         | 1             | 1. Seiichi Suetsugu (ja) (2021-2023) 2. Hajime Yoshikawa (ja) 3. Katsuhiko Yamada (ja) (2021-2024) 4. Shūji Inatomi (ja) 5. Tomohiro Yara (ja) (2023-2024) 6. Hiroshi Kawauchi (ja) (2024)    |
|       | Kōmeitō                         | 1 040 756 | 16,50     | 4         | 1             | 1. Masakazu Hamachi (ja) 2. Nobuhiro Yoshida (ja) 3. Yasukuni Kinjō (ja) 4. Kumiko Yoshida (ja)                                                                                               |
|       | Parti japonais de l'innovation  | 540 338   | 8,57      | 2         | 1             | 1. Hiroki Abe (ja) 2. Gōsei Yamamoto (ja) |
|       | Parti communiste japonais       | 365 658   | 5,80      | 1         | en stagnation | 1. Takaaki Tamura (ja) |
|       | Parti démocrate du peuple       | 279 509   | 4,43      | 1         | —             | 1. Shinji Nagatomo (ja) |
|       | Reiwa Shinsengumi               | 243 284   | 3,86      | 0         | —             | Aucun |
|       | Parti social-démocrate          | 221 221   | 3,51      | 0         | 1             | Aucun |
|       | Parti anti-NHK                  | 98 506    | 1,56      | 0         | —             | Aucun |

### Années 2010
| Parti | Parti                              | Résultats | Résultats | Résultats | Résultats     | Députés élus (20) |
| Parti | Parti                              | Voix      | %         | Sièges    | +/-           | Députés élus (20) |
| ----- | ---------------------------------- | --------- | --------- | --------- | ------------- | --- |
|       | Parti libéral-démocrate            | 2 181 754 | 33,81     | 7         | 1             | 1. Hiroyuki Sonoda (ja) (2017-2018) 2. Takuma Miyaji (ja) 3. Masahiro Imamura (ja) 4. Yasushi Furukawa 5. Kōnosuke Kokuba (ja) 6. Tsutomu Tomioka (ja) 7. Kazuchika Iwata (ja) 8. Masahisa Miyazaki (ja) (2018-2021) |
|       | Parti de l'espoir                  | 1 168 708 | 18,11     | 4         | —             | 1. Nariaki Nakayama 2. Shūji Kira (ja) 3. Shūji Inatomi (ja) 4. Takashi Kii (ja) |
|       | Parti démocrate constitutionnel    | 1 054 589 | 16,34     | 3         | —             | 1. Katsuhiko Yokomitsu (ja) 2. Kōichi Yamauchi (ja) 3. Masayoshi Yagami (ja) |
|       | Kōmeitō                            | 1 021 227 | 15,82     | 3         | 1             | 1. Yasuyuki Eda (ja) 2. Kiyohiko Tōyama (2017-2021) 3. Masakazu Hamachi (ja) 4. Nobuhiro Yoshida (ja) (2021) |
|       | Parti communiste japonais          | 421 962   | 6,54      | 1         | 1             | 1. Takaaki Tamura (ja) |
|       | Parti japonais de l'innovation     | 277 704   | 4,30      | 1         | —             | 1. Mikio Shimoji (ja) |
|       | Parti social-démocrate             | 277 203   | 4,30      | 1         | en stagnation | 1. Hajime Yoshikawa (ja) |
|       | Parti de la réalisation du bonheur | 50 293    | 0,78      | 0         | en stagnation | Aucun |

| Parti | Parti                              | Résultats | Résultats | Résultats | Résultats     | Députés élus (21) |
| Parti | Parti                              | Voix      | %         | Sièges    | +/-           | Députés élus (21) |
| ----- | ---------------------------------- | --------- | --------- | --------- | ------------- | --- |
|       | Parti libéral-démocrate            | 2 001 264 | 34,32     | 8         | 1             | 1. Kazuchika Iwata (ja) 2. Yōichi Anami (ja) 3. Kōsaburō Nishime 4. Kōnosuke Kokuba (ja) 5. Takuma Miyaji (ja) 6. Natsumi Higa 7. Masahisa Miyazaki (ja) 8. Masahiro Imamura (ja) |
|       | Kōmeitō                            | 1 033 424 | 17,72     | 4         | 1             | 1. Yasuyuki Eda (ja) 2. Kiyohiko Tōyama 3. Masakazu Hamachi (ja) 4. Nobuhiro Yoshida (ja)                                                                                         |
|       | Parti démocrate du Japon           | 944 093   | 16,19     | 3         | en stagnation | 1. Hiroshi Ōgushi (ja) 2. Yoshiaki Takaki 3. Rintarō Ogata (ja) |
|       | Parti japonais de l'innovation     | 756 029   | 12,97     | 3         | —             | 1. Yorihisa Matsuno (ja) 2. Masami Kawano (ja) 3. Mikio Shimoji (ja) |
|       | Parti communiste japonais          | 532 454   | 9,13      | 2         | 1             | 1. Takaaki Tamura (ja) 2. Shōzō Majima (ja) |
|       | Parti social-démocrate             | 306 935   | 5,26      | 1         | en stagnation | 1. Hajime Yoshikawa (ja) |
|       | Parti des générations futures      | 113 965   | 1,95      | 0         | —             | Aucun |
|       | Parti de la vie du peuple          | 104 895   | 1,80      | 0         | —             | Aucun |
|       | Parti de la réalisation du bonheur | 37 299    | 0,64      | 0         | en stagnation | Aucun |

| Parti | Parti                                     | Résultats | Résultats | Résultats | Résultats     | Députés élus (21) |
| Parti | Parti                                     | Voix      | %         | Sièges    | +/-           | Députés élus (21) |
| ----- | ----------------------------------------- | --------- | --------- | --------- | ------------- | --- |
|       | Parti libéral-démocrate                   | 1 995 521 | 29,91     | 7         | en stagnation | 1. Kazuaki Miyaji (ja) 2. Masahisa Miyazaki (ja) 3. Kyōko Nishikawa 4. Takeshi Hayashida (ja) 5. Yūji Shinkai (ja) 6. Mitsunori Sueyoshi (ja) 7. Kazuyuki Yukawa (ja) |
|       | Association pour la restauration du Japon | 1 211 996 | 18,17     | 4         | —             | 1. Yorihisa Matsuno (ja) 2. Masami Kawano (ja) 3. Nariaki Nakayama 4. Tsuyoshi Yamanouchi (ja)                                                                        |
|       | Kōmeitō                                   | 1 043 528 | 15,64     | 3         | en stagnation | 1. Yasuyuki Eda (ja) 2. Kiyohiko Tōyama 3. Masakazu Hamachi (ja) |
|       | Parti démocrate du Japon                  | 993 317   | 14,89     | 3         | 6             | 1. Hiroshi Ōgushi (ja) 2. Kazuhiro Haraguchi 3. Yoshiaki Takaki |
|       | Parti de tous                             | 424 892   | 6,37      | 1         | 1             | 1. Masao Satō (ja) |
|       | Parti communiste japonais                 | 337 573   | 5,06      | 1         | en stagnation | 1. Seiken Akamine (ja) |
|       | Parti social-démocrate                    | 300 708   | 4,51      | 1         | en stagnation | 1. Hajime Yoshikawa (ja) |
|       | Parti du futur du Japon                   | 260 994   | 3,91      | 1         | —             | 1. Denny Tamaki |
|       | Nouveau Parti du peuple                   | 70 847    | 1,06      | 0         | —             | Aucun |
|       | Parti de la réalisation du bonheur        | 31 848    | 0,48      | 0         | en stagnation | Aucun |

### Années 2000
| Parti | Parti                              | Résultats | Résultats | Résultats | Résultats     | Députés élus (21) |
| Parti | Parti                              | Voix      | %         | Sièges    | +/-           | Députés élus (21) |
| ----- | ---------------------------------- | --------- | --------- | --------- | ------------- | --- |
|       | Parti démocrate du Japon           | 3 073 035 | 38,10     | 9         | 2             | 1. Inao Minayoshi (ja) 2. Hidetomo Gotō (ja) (2009-2010) 3. Issei Koga (ja) 4. Kuniyoshi Noda (ja) 5. Akashi Uchikoshi (ja) 6. Seiichirō Dōkyū (ja) 7. Shinsuke Amiya (ja) 8. Gōsei Yamamoto (ja) 9. Takahiro Kawagoe (ja) 10. Daisuke Nakaya (ja) (2010-2012) |
|       | Parti libéral-démocrate            | 2 352 372 | 29,17     | 7         | 2             | 1. Takeshi Noda (ja) 2. Kōzō Yamamoto (ja) 3. Yaichi Tanigawa (ja) 4. Seishirō Etō (ja) 5. Seigo Kitamura (ja) 6. Takeshi Iwaya 7. Masahiro Imamura (ja) |
|       | Kōmeitō                            | 1 225 505 | 15,19     | 3         | en stagnation | 1. Takenori Kanzaki (ja) (2009-2010) 2. Junji Higashi (ja) 3. Yasuyuki Eda (ja) 4. Kiyohiko Tōyama (2010-2012) |
|       | Parti social-démocrate             | 480 257   | 5,95      | 1         | en stagnation | 1. Takatoshi Nakashima (ja) |
|       | Parti communiste japonais          | 425 276   | 5,27      | 1         | en stagnation | 1. Seiken Akamine (ja) |
|       | Parti de tous                      | 271 466   | 3,37      | 0         | —             | Aucun |
|       | Nouveau Parti du peuple            | 183 242   | 2,27      | 0         | en stagnation | Aucun |
|       | Parti de la réalisation du bonheur | 54 231    | 0,67      | 0         | —             | Aucun |

| Parti | Parti                     | Résultats | Résultats | Résultats | Résultats     | Députés élus (21) |
| Parti | Parti                     | Voix      | %         | Sièges    | +/-           | Députés élus (21) |
| ----- | ------------------------- | --------- | --------- | --------- | ------------- | --- |
|       | Parti libéral-démocrate   | 2 883 048 | 37,07     | 9         | 1             | 1. Motoko Hirotsu (ja) 2. Seiji Nakamura (ja) 3. Ren Satō (ja) 4. Takeshi Hayashida (ja) 5. Kōzō Yamamoto (ja) 6. Minoru Kihara (ja) 7. Nobuhiko Endō (ja) 8. Tsutomu Tomioka (ja) 9. Osamu Ashitomi (ja)    |
|       | Parti démocrate du Japon  | 2 287 753 | 29,42     | 7         | en stagnation | 1. Kazuhiro Haraguchi 2. Masahiko Yamada 3. Katsuhiko Yokomitsu (ja) 4. Kenji Kitahashi (ja) (2005-2006) 5. Issei Koga (ja) 6. Hiroshi Kawauchi (ja) 7. Hiroshi Ōgushi (ja) 8. Daizō Kusuda (ja) (2006-2009) |
|       | Kōmeitō                   | 1 240 007 | 15,95     | 3         | en stagnation | 1. Takenori Kanzaki (ja) 2. Junji Higashi (ja) 3. Yasuyuki Eda (ja) |
|       | Parti social-démocrate    | 607 008   | 7,81      | 1         | 1             | 1. Yasumasa Shigeno (ja) |
|       | Parti communiste japonais | 451 158   | 5,80      | 1         | en stagnation | 1. Seiken Akamine (ja) |
|       | Nouveau Parti du peuple   | 307 454   | 3,95      | 0         | —             | Aucun |

| Parti | Parti                     | Résultats | Résultats | Résultats | Résultats     | Députés élus (21) |
| Parti | Parti                     | Voix      | %         | Sièges    | +/-           | Députés élus (21) |
| ----- | ------------------------- | --------- | --------- | --------- | ------------- | --- |
|       | Parti libéral-démocrate   | 2 535 278 | 36,52     | 8         | 1             | 1. Takeshi Noda (ja) 2. Tadahiro Matsushita 3. Seiji Nakamura (ja) 4. Kyōko Nishikawa 5. Ren Satō (ja) 6. Asahiko Mihara (ja) 7. Seiichi Etō (ja) 8. Toshikatsu Matsuoka |
|       | Parti démocrate du Japon  | 2 182 400 | 31,44     | 7         | 3             | 1. Masahiko Yamada 2. Takashi Kii (ja) 3. Kin'ya Narazaki (ja) 4. Hiroshi Kawauchi (ja) 5. Nobuo Matsuno (ja) 6. Daizō Kusuda (ja) 7. Takashi Yonezawa (ja)              |
|       | Kōmeitō                   | 1 176 391 | 16,95     | 3         | en stagnation | 1. Takenori Kanzaki (ja) 2. Junji Higashi (ja) 3. Yasuyuki Eda (ja) |
|       | Parti social-démocrate    | 613 875   | 8,84      | 2         | 1             | 1. Mitsuko Tōmon 2. Katsuhiko Yokomitsu (ja) |
|       | Parti communiste japonais | 434 099   | 6,25      | 1         | 1             | 1. Seiken Akamine (ja) |

| Parti | Parti                     | Résultats | Résultats | Résultats | Résultats     | Députés élus (21) |
| Parti | Parti                     | Voix      | %         | Sièges    | +/-           | Députés élus (21) |
| ----- | ------------------------- | --------- | --------- | --------- | ------------- | --- |
|       | Parti libéral-démocrate   | 2 217 127 | 31,38     | 7         | 2             | 1. Mikio Shimoji (ja) 2. Tadahiro Matsushita 3. Takeshi Hayashida (ja) 4. Kyōko Nishikawa 5. Hisao Horinouchi (ja) 6. Ichizō Ōhara (ja) 7. Chiken Kakazu (ja) |
|       | Parti démocrate du Japon  | 1 434 888 | 20,31     | 4         | 1             | 1. Kazuhiro Haraguchi 2. Hiroshi Kawauchi (ja) 3. Kin'ya Narazaki (ja) 4. Issei Koga (ja) (2000-2002) 5. Takashi Yonezawa (ja) (2002-2003)                    |
|       | Kōmeitō                   | 1 018 478 | 14,42     | 3         | —             | 1. Takenori Kanzaki (ja) 2. Junji Higashi (ja) 3. Yasuyuki Eda (ja)                                                                                           |
|       | Parti social-démocrate    | 933 821   | 13,22     | 3         | 1             | 1. Yasumasa Shigeno (ja) 2. Sekisuke Nakanishi (ja) 3. Masami Imagawa (ja)                                                                                    |
|       | Parti libéral             | 655 110   | 9,27      | 2         | —             | 1. Masayuki Fujishima (ja) 2. Masahiko Yamada |
|       | Parti communiste japonais | 579 020   | 8,20      | 2         | en stagnation | 1. Kazuaki Ozawa (ja) 2. Seiken Akamine (ja) |
|       | Ligue libérale            | 226 131   | 3,20      | 0         | en stagnation | Aucun |

### Années 1990
| Parti | Parti                     | Résultats | Résultats | Résultats | Députés élus (23) |
| Parti | Parti                     | Voix      | %         | Sièges    | Députés élus (23) |
| ----- | ------------------------- | --------- | --------- | --------- | --- |
|       | Parti libéral-démocrate   | 2 342 094 | 35,62     | 9         | 1. Seiichi Etō (ja) 2. Hisao Horinouchi (ja) 3. Tokuo Yamashita (ja) 4. Yoshiyuki Tōya (ja) (1996-1999) 5. Ichizō Ōhara (ja) 6. Kazuaki Miyaji (ja) 7. Mikio Shimoji (ja) 8. Chiken Kakazu (ja) 9. Takanori Sakai (ja) 10. Takeshi Hayashida (ja) (1999-2000) |
|       | Shinshintō                | 1 856 406 | 28,23     | 7         | 1. Kōichirō Aino (ja) (1996-1998) 2. Takenori Kanzaki (ja) 3. Yoshiaki Takaki 4. Issei Koga (ja) 5. Tsuneo Gondō (ja) 6. Eiki Kurata (ja) 7. Naozumi Shimazu (ja) 8. Junji Higashi (ja) (1998-2000)                                                           |
|       | Parti démocrate du Japon  | 707 011   | 10,75     | 3         | 1. Yuiko Matsumoto (ja) 2. Hiroshi Kawauchi (ja) 3. Junsuke Iwata (ja) |
|       | Parti social-démocrate    | 667 244   | 10,15     | 2         | 1. Sekisuke Nakanishi (ja) 2. Ken'ichi Hamada (ja) |
|       | Parti communiste japonais | 634 728   | 9,65      | 2         | 1. Hidekatsu Yoshii 2. Saneyoshi Furuken (ja) |
|       | Ligue libérale            | 154 071   | 2,34      | 0         | Aucun |
|       | Nouveau Parti socialiste  | 113 428   | 1,73      | 0         | Aucun |
|       | Nouveau Parti pionnier    | 100 523   | 1,53      | 0         | Aucun |